# هابری (ناحیه چسکه بودیوویتسه)
هابری (به چکی: Habří) یک منطقهٔ مسکونی در جمهوری چک است که در شهرستان چسکه بودیوویتسه واقع شده‌است. هابری ۵٫۲۱ کیلومتر مربع مساحت و ۹۳ نفر جمعیت دارد و ۴۶۳ متر بالاتر از سطح دریا واقع شده‌است.